# Лосте, Губерт
Губерт Лосте (нем. Hubert L’Hoste; 1923, Оберлинксвайлер — 1 августа 1959, Симферополь) — саарский пионер, кумир советских пионеров 1930-х годов. Член пионерской организации при Коммунистическом союзе молодёжи Германии, Губерт был вывезен в СССР из Саарской области накануне плебисцита 1935 года Михаилом Кольцовым и Марией Остен и оказался в центре пропагандистской кампании в Советском Союзе. Стал жертвой сложных личных и внешних обстоятельств, погиб в 36 лет. Мария Остен, так называемая «приёмная мать» Губерта Лосте, написала о нём две книги под названием «Губерт в стране чудес».

## Биография
Губерт был пятым из шести детей в семье коммуниста Иоганна Лосте, железнодорожного служащего в Санкт-Венделе. Как и старшие братья Иоганн, Карл, Курт и Роланд, Губерт участвовал в пионерском движении, организованном при КПГ. Мать Губерта Мария была набожной католичкой, но лояльно относилась к политической деятельности мужа. Отец Губерта успешно избирался в местные органы законодательной власти и некоторое время являлся депутатом от саарского отделения КПГ в местном парламенте.
Осенью 1933 года у Лосте гостили деятели Коминтерна Михаил Кольцов и Мария Остен. После прихода Гитлера к власти в Германии, Лосте, как и многие другие коммунисты и социал-демократы, были обеспокоены происходящими событиями и опасались за своё будущее в случае присоединения Саара к Германии в результате предстоявшего в 1935 году плебисцита. Кольцов и Остен предложили Лосте взять понравившегося им общительного Губерта с собой пожить в СССР, задумав провести пропагандистскую акцию. По идее Кольцова и Остен, в СССР образцовый пионер Губерт из бедной семьи в капиталистическом Сааре познакомится со Страной Советов и напишет дневник, став живым свидетелем достижений социализма в Советском Союзе. Лосте согласились, отчасти по политическим убеждениям, отчасти из желания спасти хоть кого-то из семьи.
В октябре 1933 года Губерт Лосте выехал в Париж, оттуда вместе с Марией Остен через Базель и Прагу прибыл в Москву. Вместе с членом Союза писателей Остен и журналистом «Правды» Михаилом Кольцовым Губерт Лосте проживал в Доме на набережной. В 1934 году Губерт был принят в немецкую политехническую рабочую школу имени Карла Либкнехта и бывал на различных мероприятиях и встречах, познакомился со многими известными людьми, в том числе с С. М. Будённым и М. Н. Тухачевским. В Москве Лосте познакомился и с земляком, писателем Густавом Реглером. В 1935 году в издательстве Кольцова «Жургаз» вышла книга Марии Остен «Губерт в стране чудес» с предисловием Георгия Димитрова, написанная в форме дневника мальчика. Губерт Лосте стал знаменитым, его имя присваивали площадям, улицам и заводам. Но жизнь саарского мальчика в Москве не была безоблачной. Он с трудом осваивался в новой обстановке и конфликтовал из-за своей известности и нежелания исполнять заданную роль. Кольцов и Остен всё чаще уезжали в командировки за пределы СССР и не могли уделять Губерту должного внимания. Губерт оставался предоставлен самому себе и плохо учился в школе.
Кольцов, вернувшийся с Гражданской войны в Испании в октябре 1937 года, был арестован в декабре 1938 года и в феврале 1940 года казнён по обвинению в троцкизме. Губерт по протекции брата Кольцова, карикатуриста Бориса Ефимова выучился на электромеханика и продолжал жить в опустевшей квартире вместе с подругой-студенткой. Несмотря на предупреждения Кольцова, Мария Остен вернулась в СССР, где с клеймом «примиренки» осталась в полной изоляции, была исключена из партии и предположительно в сентябре 1942 года расстреляна по обвинению в шпионаже.
С началом Великой Отечественной войны положение Губерта Лосте усложнилось ещё больше. 28 сентября 1941 года проживавшие в Москве немцы были принудительно эвакуированы в Караганду. Губерт был направлен на работу в колхоз, был пастухом, пережил много лишений, но со временем нашёл хорошую работу и к концу войны женился на русской немке, у них родилась дочь Элла.
Связи с родными в Сааре были прерваны. После присоединения Саара к Третьему рейху Лосте бежали во Францию, брат Губерта Курт стал узником концентрационного лагеря Дахау. Вернувшись после войны на родину в Саар, Лосте безуспешно пытались отыскать Губерта в СССР через Красный Крест, также обращались с письмами в Политбюро ЦК КПСС.
В марте 1948 года Губерт Лосте оказался в исправительно-трудовом лагере за кражу заводской собственности. К своей семье он вернулся в 1951 году сломанным человеком и мечтал вернуться с семьёй к родным в Саар. Вскоре после возвращения из лагеря Губерт Лосте за несанкционированное проникновение на территорию лагеря для военнопленных вновь оказался в заключении, в этот раз в тюрьме на пять лет, и вышел на свободу уже после смерти Сталина. Благодаря Борису Ефимову Губерт получил разрешение поселиться с семьёй в Крыму. В 1958 году ожесточившийся и уже больной Губерт встретился там с матерью. В 1959 году Губерт Лосте умер в районной больнице Симферополя от аппендицита.